# Nekromantik
Nekromantik eller nekromanti betyder "spådom fremsagt af døde" (af græsk νεκρός (nekrós), "død", og μαντεία (manteía) "spådom"). Dette kunne angiveligt ske ved påkaldelse af den afdødes ånd, eller ved clairvoyant brug af knogler og andre ligdele.

## Nekromantisk praksis
Nekromantikeren hævdes at kunne fremmane den dødes ånd ved hjælp af trolddom. Det gamle testamente beretter om kong Saul, der fik heksen fra En-Dor til at fremmane profeten Samuels ånd. Beretningen om dette nekromantiske ritual findes i Siraks Bog kap. 46,19-20

og i Samuels Bog kap. 28,3-25.

En anden nekromantisk metode er at påkalde den afdøde ved hjælp af sympatisk magi hvor ligrester, som skeletdele, kraniet eller dele af afdødes legemer anvendes rituelt, illustreret i billedet fra 1825 forestillende matematikeren og okkultisten John Dee i færd med at fremmane ånder sammen med alkymisten Edward Kelley. Om de to magikere har gennemført et så makabert eksperiment, er nok usandsynligt. Og dog var det ikke ualmindeligt, at knogler og kranier var en bestanddel i visse magiske ritualer.
Agrippa von Nettesheim mente, at nekromantiken bedrev sort (eller ulovlig) magi.
Den magiske grimoire (Sorte Bog) Goetia beskriver nekromantik som degenereret magi:
"Denne ædle videnskab degenereres ofte, og fra at være Naturlig bliver den Diabolsk, fra den sande filosofi vender den sig mod Nekromantik hvilket helt og holdent oplader dens følgesvende som misbruger den, og ikke er i stand til den høje og mystiske viden, de vender sig omgående til Satans fristelser, og føres på afveje af ham og ind i studiet af den sorte kunst." (Citatet er oversat efter Harley Ms. 6443 i British Museum, citeret fra Joseph H. Petersons udgivelse af Lemegeton Clavicula Salomonis (Weiser 2001) s. 4.)

## Odysseus fremmaner Teiresias
På sin hjemrejse efter belejringen af Troja møder Odysseus stadige forhindringer. Han beslutter at fremmane den døde spåmand Teiresias, der hos Sofokles afslørede for kong Ødipus, at Ødipus var sin fars drabsmand og havde ægtet sin mor. Hos Seneca fremstilles Teiresias selv som nekromantiker; han prøver først at finde kong Laios’ drabsmand ved at tolke indvoldene hos ofret kvæg. Selv er han blind, og afhængig af, hvad hans datter Mantó beskriver for ham. Da den metode ikke giver noget svar, griber Teiresias til dødemaning, og påkalder den dræbte kong Laios selv. Kreon er med for at bivåne seancen, og vender tilbage til Ødipus med Laios' svar: Hans søn Ødipus har selv dræbt ham, og dertil giftet sig med sin mor.
Odyssevs får fremgangsmåden ved dødemaning forklaret af troldkvinden Kirke. Først sejler han over Okeanos til Hades. På stranden dér graver han en grøft, og ofrer en drik til de døde, først af honning og mælk; så af sød vin; til sidst af vand, toppet med bygmel. Han lover de døde at ofre på ny, hvis han kommer vel hjem til Ithaka. Da de døde strømmer til, ofrer han to sorte får, lader blodet rende ned i hullet, og brænder huder som ofre til dødsguden Hades og dennes hustru Persefone. Dernæst trækker han sit sværd, og stiller sig mellem de døde og grøften. Ingen må få smagt blodet, før han har talt med Teiresias.
Først viser den unge Elpénor sig. Han tilhørte Odyssevs’ følge, men mistede livet ved et fald fra skibsmasten, da de forlod Kirke. De nåede ikke at give Elpénor en rigtig gravfærd, og han truer nu med gudernes vrede, hvis følget ikke vender tilbage og begraver ham. Odyssevs opdager sin mor Antikleia blandt de døde; han har ikke en gang været klar over, at hun var død. Så kommer Teiresias til syne. Som den eneste at de døde genkender han Odyssevs, før han får blodet at drikke; Antikleia genkender først sin egen søn efter at hun har drukket blod.  Teiresias spår Odyssevs en heldig hjemrejse, hvis blot han og hans mandskab ignorerer sangen fra Skylla og Charybdis undervejs, og lader Helios’ kvæg i fred. Dertil skal Odyssevs ved hjemkomsten sørge for at få sin kones bejlere dræbt, og derefter ofre til Poseidon. 
Helte som Agamemnon, Ajax og Akilles viser sig på række og rad; for dem alle er dødsriget er et trist sted. Til sidst gribes Odyssevs af frygt for, at Persefone vil true ham med en gorgons hoved, og flygter i hast med sit skib og sit mandskab. 

## Dronning Melissa af Korinth
Herodot fortæller, at tyrannen Periander fra Korinth sendte bud til de dødes orakel Nekromanteion i Epirus for at spørge sin døde dronning Lyside, som han ofte kaldte Melissa (og som han selv havde dræbt), om hun vidste, hvor en af hans gæster gemte sine penge. Melissa besvarede ikke Perianders spørgsmål, men mindede om, at han havde haft samleje med hende, efter at hun var dræbt. Det tøj, han havde givet hende med i graven, var heller ikke blevet brændt, og hun gik omkring i dødsriget nøgen og frysende. Det tøj, der rådnede i graven, havde hun ingen nytte af. Periander gav nu ordre om, at alle Korinths kvinder skulle møde op i Heras tempel. De klædte sig pænt på i den tro, at de var indbudt til fest. I stedet for rev Perianders soldater tøjet af dem, da de kom. Det blev samlet i en grøft og brændt, og næste gang, Periander kontaktede sin afdøde kone, besvarede hun hans spørgsmål.

## Den thessaliske heks Erichtó
Lukan efterlod sig kun ét storværk, Pharsalia, om striden mellem Julius Cæsar og Sextus Pompejus. I bog 6 af Pharsalia fortæller han, at Pompejus ville rådspørge de døde om udfaldet af striden - hvad ingen respektabel romer ville finde på.
Pompejus beder heksen Erichtó fra Thessalien om hjælp. Hun skynder sig til en slagmark, hvor hun leder efter et ferskt lig med uskadte lunger. Et solsvedet kadaver med ødelagte lunger og tørre læber er ubrugeligt til hendes formål. Til sidst finder hun et, der er død af et sår i maven, og tager det med til sin bolig, en underjordisk hule under grenene på et takstræ. Hun tager en rød kappe på, reder håret frem over ansigtet, og tilbereder et heksebryg. Så giver hun sig til at mane; det lyder som hundegøen, ulvehyl, ugleskrig, hvæsen fra slanger, bølgeslag og mumlen fra fjerne skove. Hun truer Pluto med dagslyset, og Hekate med at lade de andre guder se hende uden sminke. Heksen truer også med at afsløre en ulovlig forbindelse mellem Pluto og Proserpina.  Efter en tid viser spøgelset sig, men det bliver så skræmt af sin skamferede krop, at det ikke vil samarbejde. Erichtó pisker løs på liget med levende slanger og skriger forbandelser. Til sidst giver spøgelset efter, og liget sætter sig op med tårer i øjnene. Nogen spådom får heksen dog ikke, før hun lover at brænde liget og give det en ordentlig gravfærd. Efter spådommen rejser hun så et ligbål. Liget kravler selv op på bålet, og heksen sætter ild til.

## Hading og hans fostermor
Sagnkongen Gram af Danmark blev dræbt af kong Svipdag fra Norge. Kong Grams søn Hading blev opfostret af jættekvinden Hardgreip (= Hårdt greb), som lærte ham alle idrætter. Som voksen rejste Hading sammen med sin fostermor ud for at hævne sin far. Undervejs tog de ind i et hus, hvor der lå en død mand. Hardgreip ristede runer i en spån og bad Hading lægge spånen under den dødes tunge; så ville han lære sin skæbne at kende. Hading gjorde, som hun sagde, og den døde mand rejste sig og sagde: "Hvem drager mig op i dagen mod min vilje? En ulykke kommer over den, som voldte min unyttige gang op ad Helvejen, men du Hading skal komme frelst igennem."
Mere blev der ikke sagt, men næste nat blev Hardgreip dræbt af andre jætter, mens Hading klarede sig og senere dræbte sin fars drabsmand Svipdag.

## Groa-galderet
Svipdag var selv en nekromantiker. Groa-galderet i Den ældre Edda beretter om hans påkaldelse af sin døde mor, Groa, med bøn om hjælp mod sin onde stedmor, der tvang ham til at prøve at befri den fangne Menglød. Digtet er en opremsning af de galdere - tryllesange - hans genopvækkede mor benyttede for at beskytte sin søn mod farerne undervejs.

## Skjoldmøen Hild og Hjadningekampen
Både Saxo og Snorre fortæller om hjadningerne, men emnet er ældre. I 800-tallet kvad Brage den gamle om det. Det har også givet ophav til kenninger fra 900-tallet, hvor "kamp" blev kaldet "Hognes uvejr", mens et skjold kunne kaldes "Hedins armes røde måne".
Da Freja en morgen opdagede, at Brisingamen var stjålet, mistænkte hun straks Odin. Han ville kun give hende smykket tilbage, at hun fik to mægtige konger med 20 vasaller til at slås uophørligt, ved at de faldne rejste sig igen og kæmpede videre. Det lovede Freja, og hun iværksatte så Hjadningekampen: Sagnkongen Hogne af Danmark havde en datter, skjoldmøen Hild. En dag blev hun bortført af søkongen Hedin Hjarrandesson, og kong Hogne skyndte sig efter med en stor flåde derhen, hvor Hedin lå i havn. Hild kom ned til sin fars skibe og bød ham en halsring som bod for kvinderovet. Hun syntes nok, hun var mere værd, det syntes hendes far også, men da Hedin hastigt tilbød mængder med guld som bod, svarede Hogne, at det var for sent. Han havde allerede trukket sit sværd Dåinsleiv (= Dødningearv), smedet af dværgene, og var det først trukket, måtte nogen bøde med livet. Dermed begyndte slaget, der kendes som Hjadningekampen (= Hedinsmændenes kamp). Mændene sloges, til mørket faldt på, og kongerne gik om bord igen. Men Hild var dødemaner, og hun blev hos de dræbte om natten og manede liv i dem. Næste morgen, da kongerne mødtes på slagmarken igen, var også de faldne med. Sådan fortsatte det, år efter år; ved daggry stod de døde op og greb til våben. Hjadningerne kommer til at kæmpe frem til ragnarok.

## Dronning Dagmar i folkevisen
Med tidligere tiders primitive metoder for at undersøge, om en person virkelig var død, har det ikke været så ualmindeligt, at folk blev vækket til live fra en tilstand i koma. I folkevisen hører vi om Valdemar Sejrs ægtefælle, dronning Dagmar, der døde i barsel i 1212. Den fortvivlede enkemand tryglede de tilstedeværende om at forenes i en bøn for at kalde Dagmar til live igen. Det lykkedes, men i folketroen er de døde ikke glade for at blive genoplivet, og det var dronningen heller ikke.
Dagmar rejste sig fra båren op,

hendes øjne var blodigt røde.

Dog havde hun erhvervet den overnaturlige kundskab, man den gang tilskrev de døde, og hun kom med sin spådom om kongens næste ægteskab (et råd, han ikke efterlevede), før hun måtte tilbage:
Nu er det tid jeg farer herfra,

jeg må ikke mere lide.

## Nekromantikeren ifantasy-genren
Nekromantikeren er en populær magikertype i mange fantasy-universer. Nekromantikeren skildres ofte som bleg, indelukket og ond. Der er dog eksempler på nekromantikere, som har brugt deres evner til det gode, fx i fantasy-romanerne Sabriel, Lirael og Abhorsen af Garth Nix. I visse tilfælde kaldes nekromantikeren for en åndemaner.
I gyserfilm bringes lig og skeletter til live som viljeløse slaver eller krigere, jf. zombier. Udøvelsen af sådanne evner kan også være en form for nekromantik.